# Diocesi di Zica
La diocesi di Zica (in latino Dioecesis Zicensis) è una sede soppressa e sede titolare della Chiesa cattolica.

## Storia
Zica, forse identificabile con la città di Zaghouan nell'odierna Tunisia, è un'antica sede episcopale della provincia romana dell'Africa Proconsolare, suffraganea dell'arcidiocesi di Cartagine.
Sono due i vescovi documentati di questa diocesi africana. Alla conferenza di Cartagine del 411, che vide riuniti assieme i vescovi cattolici e donatisti dell'Africa romana, presero parte il donatista Donato senza competitore cattolico. Vincenzo intervenne al sinodo riunito a Cartagine dal re vandalo Unerico nel 484, in seguito al quale venne esiliato.
Dal 1933 Zica è annoverata tra le sedi vescovili titolari della Chiesa cattolica; dal 9 aprile 2009 il vescovo titolare è Silvio José Báez Ortega, O.C.D., vescovo ausiliare di Managua.

## Cronotassi

### Vescovi
- Donato † (menzionato nel 411) (vescovo donatista)

- Vincenzo † (menzionato nel 484)

### Vescovi titolari
- Marius-Félix-Antoine Maziers † (24 gennaio 1966 - 5 febbraio 1968 succeduto arcivescovo di Bordeaux)
- Christopher Mwoleka † (6 marzo 1969 - 26 giugno 1969 nominato vescovo di Rulenge)
- Joachim Mbadu Kikhela Kupika (30 gennaio 1975 - 22 novembre 1975 succeduto vescovo di Boma)
- Francisco Capiral San Diego † (6 giugno 1983 - 12 luglio 1995 nominato vescovo di San Pablo)
- Luigi Locati † (15 dicembre 1995 - 14 luglio 2005 deceduto)
- Silvio José Báez Ortega, O.C.D., dal 9 aprile 2009